# 相川イオ
相川 イオ（あいかわ イオ、1992年2月13日 - ）は、愛知県出身のモデル。身長168cm。

## 来歴
2009年度ミスモバゲーグランプリにて審査員特別賞受賞。この時期、17歳からフリーペーパー『なごや嬢PiN☆DoM』編集長、2011年より名称変更した「BIVLE」メインモデル兼編集長を務めた。

## 出演

### テレビ
- ウキ→ビジュ（東海テレビ）
- さまぁ〜ずげりらっパ（名古屋テレビ）
- アンデュ（中京テレビ）
- 東京カワイイ★TV（NHK、2009年9月12日）[1]

### 映画
- 『女神戦隊ヴィーナスファイブ』（2009年） 共演：森下悠里、小泉麻耶、多田あさみ、森はるか
- 『巨乳ドラゴン 温泉ゾンビVSストリッパー5』（2010年）[1]
- 『アベックパンチ』（2011年）[2]